# Aire d'attraction de Saint-Éloy-les-Mines
Pour les articles homonymes, voir Saint-Éloy.
L'aire d'attraction de Saint-Éloy-les-Mines est un zonage d'étude défini par l'Insee pour caractériser l’influence de la commune de Saint-Éloy-les-Mines sur les communes environnantes.
Cette zone située au nord-ouest du département du Puy-de-Dôme, dans les Combrailles, correspond aussi à la couronne de Saint-Éloy-les-Mines.
Publiée en octobre 2020, elle se substitue à l'aire urbaine de Saint-Éloy-les-Mines, qui comportait 3 communes dans le zonage de 2010.

## Définition
L'aire d'attraction d'une ville est composée d’un pôle, défini à partir de critères de population et d’emploi ainsi que d’une couronne constituée des communes dont au moins 15 % des actifs travaillent dans le pôle. Le pôle d’attraction constitue ainsi un point de convergence des déplacements domicile-travail,.

## Géographie
L’aire d'attraction de Saint-Éloy-les-Mines est une aire intra-départementale qui comporte 15 communes dans le nord-ouest du Puy-de-Dôme.

### Carte

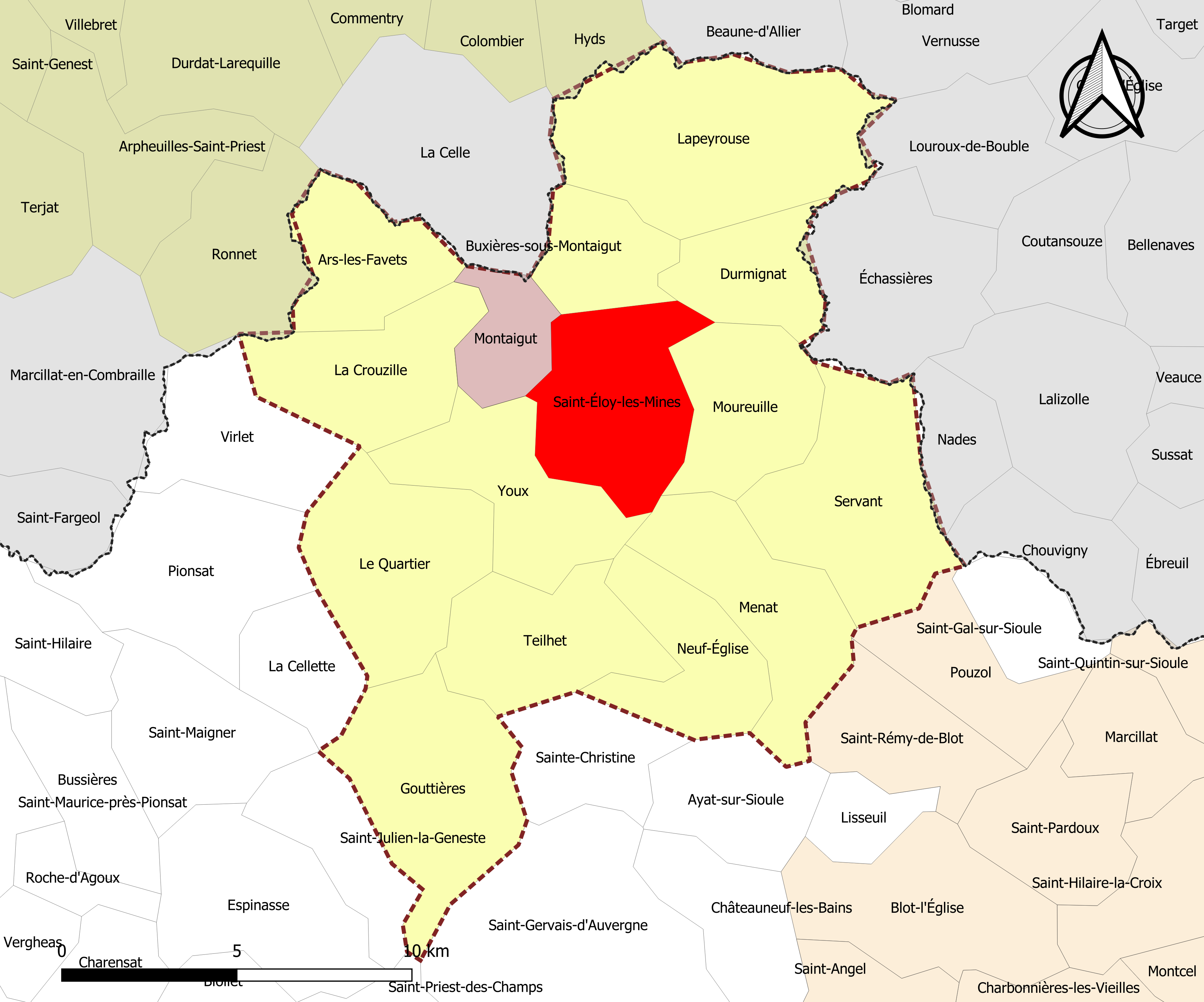
Carte de l'aire d'attraction de Saint-Éloy-les-Mines.
Commune-centre
Commune du pôle principal
Commune de la couronne

### Composition communale
| Nom                                   | Code Insee | Département | Statut                    | Superficie (km2) | Population (dernière pop. légale) | Densité (hab./km2) | Modifier                                    |
| ------------------------------------- | ---------- | ----------- | ------------------------- | ---------------- | --------------------------------- | ------------------ | ------------------------------------------- |
| Saint-Éloy-les-Mines (commune-centre) | 63338      | Puy-de-Dôme | commune-centre            | 22,11            | 3 484 (2022)                      | 158                | modifier les données · modifier les données |
| Montaigut-en-Combraille               | 63233      | Puy-de-Dôme | commune du pôle principal | 8,18             | 977 (2022)                        | 119                | modifier les données · modifier les données |
| Ars-les-Favets                        | 63011      | Puy-de-Dôme | commune de la couronne    | 14,60            | 221 (2022)                        | 15                 | modifier les données · modifier les données |
| Buxières-sous-Montaigut               | 63062      | Puy-de-Dôme | commune de la couronne    | 10,88            | 242 (2022)                        | 22                 | modifier les données · modifier les données |
| La Crouzille                          | 63130      | Puy-de-Dôme | commune de la couronne    | 18,60            | 259 (2022)                        | 14                 | modifier les données · modifier les données |
| Durmignat                             | 63140      | Puy-de-Dôme | commune de la couronne    | 12,36            | 214 (2022)                        | 17                 | modifier les données · modifier les données |
| Gouttières                            | 63171      | Puy-de-Dôme | commune de la couronne    | 25,63            | 310 (2022)                        | 12                 | modifier les données · modifier les données |
| Lapeyrouse                            | 63187      | Puy-de-Dôme | commune de la couronne    | 36,14            | 515 (2022)                        | 14                 | modifier les données · modifier les données |
| Menat                                 | 63223      | Puy-de-Dôme | commune de la couronne    | 20,31            | 543 (2022)                        | 27                 | modifier les données · modifier les données |
| Moureuille                            | 63243      | Puy-de-Dôme | commune de la couronne    | 16,83            | 376 (2022)                        | 22                 | modifier les données · modifier les données |
| Neuf-Église                           | 63251      | Puy-de-Dôme | commune de la couronne    | 14,94            | 320 (2022)                        | 21                 | modifier les données · modifier les données |
| Le Quartier                           | 63293      | Puy-de-Dôme | commune de la couronne    | 23,37            | 216 (2022)                        | 9,2                | modifier les données · modifier les données |
| Servant                               | 63419      | Puy-de-Dôme | commune de la couronne    | 26,56            | 559 (2022)                        | 21                 | modifier les données · modifier les données |
| Teilhet                               | 63428      | Puy-de-Dôme | commune de la couronne    | 18,81            | 283 (2022)                        | 15                 | modifier les données · modifier les données |
| Youx                                  | 63471      | Puy-de-Dôme | commune de la couronne    | 19,13            | 871 (2022)                        | 46                 | modifier les données · modifier les données |

## Démographie
Cette aire est catégorisée dans les aires de moins de 50 000 habitants, une catégorie qui regroupe 12,2 % de la population au niveau national,.

## Culture

### Langue régionale

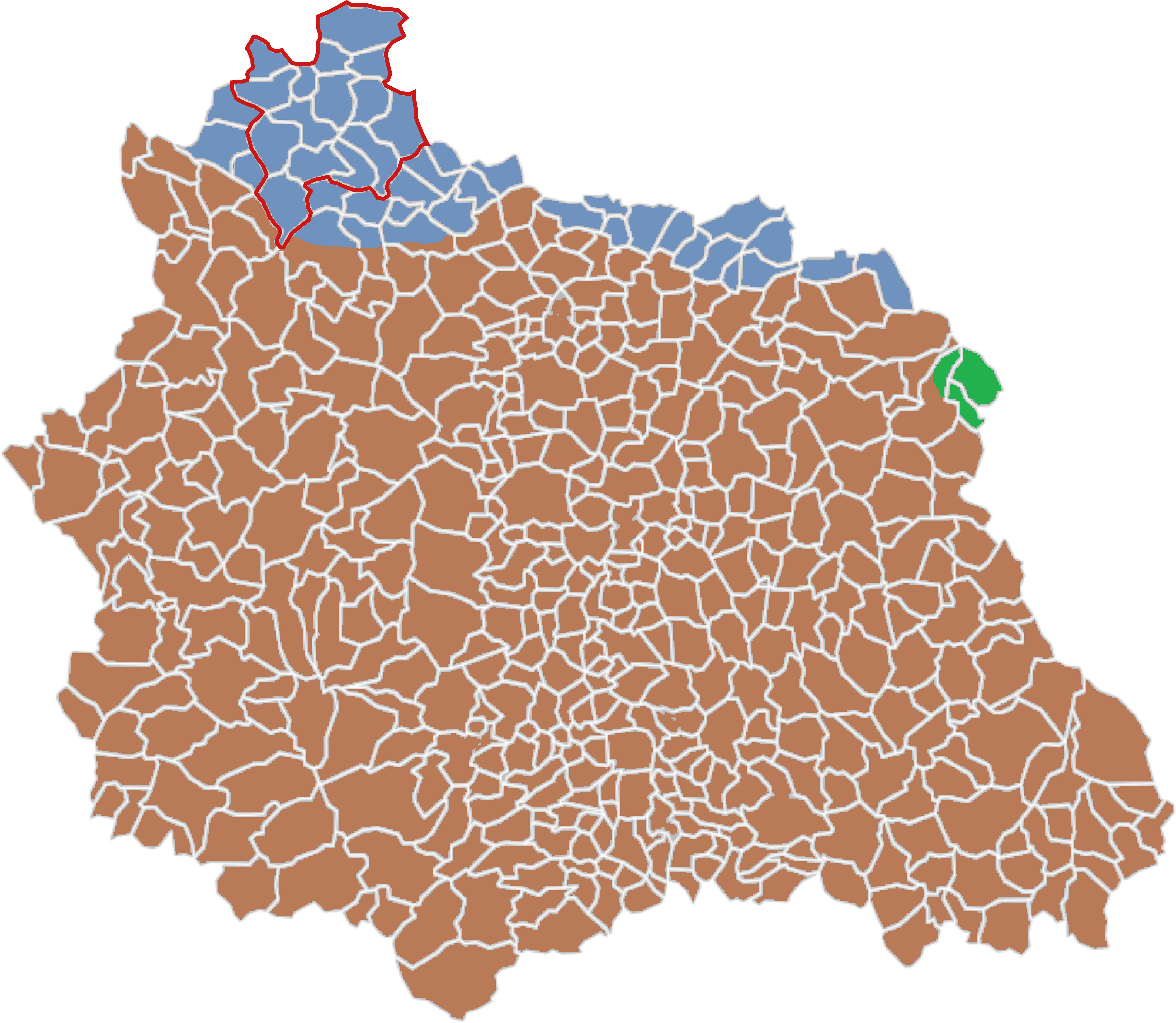
Aire d'attraction de Saint-Éloy-les-Mines sur la carte linguistique du Puy-de-Dôme (Atlas sonore des langues régionales, CNRS). En bleu clair : les parlers bourbonnais du Croissant ; en marron : le nord-occitan ; en vert : l'arpitan.

L'aire d'attraction de Saint-Éloy-les-Mines existe depuis le XIXe siècle et s'effectue autour de la vallée de la Bouble qui amène le long de cet axe de communication des influences de la langue d'oïl, depuis déjà très longtemps (Moyen Âge). Ainsi, toutes les communes de cette couronne font partie de l'aire linguistique du bourbonnais du Croissant, zone de transition linguistique où se mélangent et se rejoignent l'occitan et la langue d'oïl,.